# 피타바스타틴
피타바스타틴(Pitavastatin)은 리바로(Livalo)의 주성분이다. 대한민국의 JW중외제약에서 2005년 1월 6일 식품의약품안전처로부터 피타바스타틴 칼슘염을 신약허가받았다. HMG-CoA 환원효소(HMG-CoA reductase)를 억제하여 혈중 이상지질의 농도를 낮추기 때문에 HMG-CoA 환원효소 억제제라고 한다. HMG-CoA 환원효소 억제제는 주로 "스타틴(statin)"으로 끝나는 성분명 이름을 가지기 때문에 보통 "스타틴계 약물(statins)"이라고 분류한다. 현재 시판중인 용량은 1mg, 2mg, 4mg 제품이 있으며, 피타바스타틴과 발사르탄(Valsartan)의 복합제는 "리바로브이"라는 제품이 시판중이다.